# Newsteadia trisegmentalis
Newsteadia trisegmentalis är en insektsart som beskrevs av Howell 1975. Newsteadia trisegmentalis ingår i släktet Newsteadia och familjen vaxsköldlöss. Inga underarter finns listade i Catalogue of Life.